# Liste der Patrimonialgerichte im Großherzogtum Hessen
Die Liste der Patrimonialgerichte im Großherzogtum Hessen enthält die Patrimonialgerichte, die auf dem Gebiet des Großherzogtums Hessen 1806 bestanden, als es sich konstituierte.

## Liste
| Bezeichnung                             | Inhaber                                              | Bestandteile                                       | Übergang der Hoheitsrechte an den Staat          | Einwohnerzahl / Anmerkung |
| --------------------------------------- | ---------------------------------------------------- | -------------------------------------------------- | ------------------------------------------------ | --- |
| Patrimonialgericht Beienheim            | Rau von Holzhausen                                   | Beienheim                                          | 1831, nachdem ein erster Versuch 1823 scheiterte | |
| Patrimonialgericht Birkenau             | Freiherren von Wambold                               | Amt Birkenau                                       | 1821                                             | |
| Patrimonialgericht Burg-Gräfenrode      | Kondominat                                           | Burg-Gräfenrode umfasste nur dieses eine Dorf      | 1810–1823 in drei Chargen                        | |
| Patrimonialgericht Busecker Tal         | Freiherren von Buseck                                | Busecker Tal                                       | 1827                                             | |
| Patrimonialgericht Eppertshausen        | Gräfin von Lerchenfeld                               | Eppertshausen umfasste nur dieses eine Dorf        | 1825                                             | |
| Patrimonialgericht Fränkisch-Crumbach   | Freiherren von Gemmingen                             | Fränkisch-Crumbach umfasste nur dieses eine Dorf   | 1821                                             | |
| Patrimonialgericht Geiß-Nidda           | Kondominat                                           | Geiß-Nidda                                         | 1821                                             | Hessen (1/20) einerseits und Krug von Nidda sowie die Clevesahl‘schen Erben andererseits (19/20) |
| Patrimonialgericht Georgenhausen        | Freiherr von Haxthausen                              | Georgenhausen umfasste nur dieses eine Dorf        | 1821                                             | |
| Patrimonialgericht Hermannstein         | Schenck zu Schweinsberg                              | Hermannstein                                       | 1822                                             | |
| Patrimonialgericht Hetschbach           | Freiherren von Wambold                               | Hetschbach umfasste nur dieses eine Dorf           | 5. März 1825                                     | |
| Herrschaft Heusenstamm                  | Grafen von Schönborn Gräfin von Lerchenfeld          | 3 Dörfer                                           | 1821                                             | 1.519 |
| Patrimonialgericht Höchst an der Nidder | Günderrode                                           | Höchst an der Nidder umfasste nur dieses eine Dorf | 1823                                             | |
| Patrimonialgericht Laudenau             | Freiherren von Gemmingen                             | 3 Dörfer                                           | 1826                                             | 954 |
| Patrimonialgericht Lindheim             | Freiherr von Venningen                               | Lindheim umfasste nur dieses eine Dorf             | 1823                                             | |
| Patrimonialgericht Londorf              | Nordeck zur Rabenau                                  | Patrimonialgericht Londorf (auch: Amt Londorf)     | 1822                                             | |
| Patrimonialgericht Melbach              | Wetzel genannt von Carben                            | Melbach umfasste nur dieses eine Dorf              | 1822                                             | |
| Patrimonialgericht Messel               | Erben des Franz Joseph Martin von Albini (1748–1816) | Messel umfasste nur dieses eine Dorf               | 1822                                             | |
| Patrimonialgericht Messenhausen         | Freiherr von Frankenstein                            | Messenhausen umfasste nur dieses eine Dorf         | 1822                                             | |
| Patrimonialgericht Nieder-Florstadt     | Freiherren Löw von Steinfurth                        | Nieder-Florstadt                                   | 1825                                             | 1819 bei der Auflösung der Ganerbschaft Staden an die Freiherren Löw von Steinfurth gefallen, von deren Patrimonialgericht Steinfurth mit verwaltet, 1822 aufgelöst zugunsten eines Landgerichts der Freiherren von Löw, das wiederum 1825 aufgegeben wurde. |
| Patrimonialgericht Ober-Florstadt       | Freiherren Löw von Steinfurth                        | Ober-Florstadt                                     | 1825                                             | 1819 bei der Auflösung der Ganerbschaft Staden an die Freiherren Löw von Steinfurth gefallen, von deren Patrimonialgericht Steinfurth mit verwaltet, 1822 aufgelöst zugunsten eines Landgerichts der Freiherren von Löw, das wiederum 1825 aufgegeben wurde. |
| Patrimonialgericht Ockstadt             | Freiherr von Frankenstein                            | Ockstadt Straßheimer Hof                           | 1822                                             | |
| Patrimonialgericht Rülfenrod            | Freiherren Schenck zu Schweinsberg                   | Rülfenrod umfasste nur dieses eine Dorf            | 1822                                             | |
| Patrimonialgericht Steinfurth           | Freiherren Löw von Steinfurth                        | 4 Dörfer                                           | 1822 / 1825                                      | |
| Patrimonialgericht Ziegenberg           | Freiherren Löw von Steinfurth                        | 2 Dörfer                                           | 1822 / 1825                                      | |

## Sonderfall Riedesel
Bei der Herrschaft Riedesel war zweifelhaft, ob es sich um eine Standesherrschaft handelte. In der Praxis wurden sie aber so behandelt und die Freiherren von Riedesel waren Standesherren gleichgestellt. In einigen Rechtsakten wurden sie neben den Standesherren deshalb explizit nochmals erwähnt. 1827 wurden sie dann offiziell gleichgestellt. Werden die Freiherren von Riedesel nicht als Standesherren eingestuft, wäre die ihnen zustehende Gerichtsbarkeit – immerhin handelte es sich um fünf Ämter mit fast 20.000 Einwohnern – das umfangreichste Patrimonialgericht im Großherzogtum gewesen.